# Bumbu
Bumbu est une commune du sud de la ville de Kinshasa en république démocratique du Congo. elle est frontalière des communes de Makala, Ngiri ngiri et Selembao avec cette derniere, ils forment officieusement la communauté de "Gal". Ceux qui vivent sont qualifiés des "Galois".

## Géographie
La commune forme un quadrilatère limité à l'ouest par l'avenue de la Libération (ex. 24 Novembre), à l'est par l'avenue Pierre Elengesa, au nord par l'avenue Kwilu et au sud par l'avenue Kimvuidi.

## Histoire
La commune est créée en 1968 et tire son nom du cours d'eau éponyme.

## Démographie
| 1967   | 1970   | 1984    | 2003    | 2004    |
| ------ | ------ | ------- | ------- | ------- |
| 37 560 | 61 366 | 113 968 | 318 396 | 329 234 |

## Administration
| Période                                  | Période           | Identité               | Étiquette | Qualité |
| ---------------------------------------- | ----------------- | ---------------------- | --------- | ------- |
| 30 Mai 1997                              | 24 septembre 2002 | Masunga Mbemba Georges |           |         |
| 24 septembre 2008                        | —                 | Ntimansiemi Mayimona   |           |         |
| Les données manquantes sont à compléter. |                   |                        |           |         |

La Commune de Bumbu fait partie du district de la Funa, elle est divisée en 13 quartiers :
- Dipiya
- Mongala
- Ubangi
- Lokoro
- Kasai
- Kwango
- Lukenie
- Mai-Ndombé
- Matadi
- Lieutenant Mbaki
- Mbandaka
- Mfimi
- Ntomba

| \| Les 4 districts et les 24 communes de Kinshasa \| \| v · d · m \| |                    |           |
| District de la Lukunga District de la Funa District du Mont-Amba District de la Tshangu Brazzaville Fleuve Congo Pool Malebo M’Bamou Baie de Ngaliema Gombe Barumbu Kin. Ling. K.-V. Ng.-Ng. Kal. Banda- lungwa Kintambo Ngaliema Selembao Bumbu Makala Ngaba Lemba Limete Matete Kisenso Masina Ndjili Kimbanseke Nsele Mont-Ngafula Nsele Maluku |                    |           |
| abréviations : Kinshasa (Kin.), Kasa-Vubu (K.-V.), Lingwala (Ling.), Ngiri-Ngiri (Ng.-Ng.) |                    |           |
| Les 4 districts et les 24 communes de Kinshasa | Blason de Kinshasa | v · d · m |

## Cultes
La commune compte deux paroisses catholiques, Saint Jean-Baptiste dans le quartier Matadi et Saint Antoine fondée en 1963 dans le quartier Assossa, elles dépendent de l'Archidiocèse de Kinshasa.
et une paroisse de l'Eglise de Jésus Christ sur la terre par son envoyé spécial Simon KIMBANGU, située dans le quartier Lieutenant MBAKI.
Et plusieurs églises appelées communément EGLISE DE RÉVEIL.  

## Personnalités liées
- L'ingénieur Les As Makela est né à Bumbu sur rue Tuwisana dans le quartier Matadi.
- Shora Mbemba, un groupe de musique qui en est originaire
- Le romancier et essayiste réformiste, Gaspard-Hubert Lonsi Koko, y a grandi (dans la partie ayant jadis appartenu à la commune de Selembao, rue Luyindula) de 1963 à 1983 - avant de s'établir à Paris.